# Racing Club de Strasbourg 2000-2001
Questa voce raccoglie le informazioni riguardanti il Racing Club de Strasbourg nelle competizioni ufficiali della stagione 2000-2001.

## Organigramma societario
Area direttiva
- Presidente: Patrick Proisy

Area organizzativa
- Segretario generale: Jean-Michel Colin

Area tecnica
- Allenatore: Claude Le Roy, dal 26 novembre Yvon Pouliquen
- Allenatore in seconda: Jean-Marc Kuentz
- Preparatore atletico: Paul Quétin
- Preparatore dei portieri: Michel Ettorre

Area sanitaria
- Medico sociale: Dany Eberhardt, François Piétra
- Massaggiatori: Eric Moerckel

## Maglie e sponsor
Lo sponsor tecnico per la stagione 2000-2001 è Adidas, mentre lo sponsor ufficiali è Radiateurs Adler per il campionato e Manpower per la Coppa di Francia. Le divise sono caratterizzate dalla presenza di una striscia obliqua, di colore blu scuro su sfondo celeste per le gare in casa e celeste su sfondo bianco per le gare esterne.
| Manica sinistra · Maglietta · Maglietta · Manica destra · Pantaloncini · Calzettoni | Manica sinistra · Maglietta · Maglietta · Manica destra · Pantaloncini · Calzettoni | Manica sinistra · Maglietta · Maglietta · Manica destra · Pantaloncini · Calzettoni | Manica sinistra · Manica sinistra · Maglietta · Maglietta · Manica destra · Manica destra · Pantaloncini · Calzettoni |